# Entropía de formación
La entropía de formación de un compuesto químico (o una sustancia en estado elemental), en termodinámica y termoquímica, es la diferencia (incremento o decremento) de entropía en el proceso de su formación a partir de sus elementos constituyentes (en estado atómico o en cierta forma predefinida). Cuanta mayor (más positiva) sea la entropía de formación de una especie química, más favorable (por entropía) será su formación. Por el contrario, cuanto más negativa sea su energía de formación, menos favorable será energéticamente.
La entropía de formación estándar de un compuesto químico (o una sustancia en estado elemental), en termodinámica y termoquímica, es la diferencia (incremento o decremento) de entropía que acompaña la formación de 1 mol de una sustancia en su estado estándar a partir de sus elementos constituyentes en su estado estándar. 